# 富士火灾海上保险
富士火灾海上保险 (英語：The Fuji Fire and Marine Insurance Co., Ltd.)是一家日本保险公司。

## 历史
1918年4月18日创建，1953年在大阪证券交易所上市，1961年在东京证券交易所上市。2011年被美国国际集团收购。